# ميتشيل إس. غولدبرغ
ميتشيل إس. غولدبرغ (بالإنجليزية: Mitchell S. Goldberg)‏ هو قاضي ومحامي أمريكي، ولد في 1959 في فيلادلفيا في الولايات المتحدة.